# Sanxiasaurus
Sanxiasaurus – wymarły rodzaj dinozaura ptasiomiednicznego.
W Chinach, na terenie prefektury miejskiej Chongqing, w powiecie Yunyang, w gminie miejskiej Pu’an, w okolicy wsi Laojun, znaleziono skamieniałości nieznanego wcześniej dinozaura. Kości znajdowały się  pośród skał basenu syczuańskiego i formacji Xintiangou, którą datuje się na epokę jury środkowej.
Badanie ujawniło, że skamieniałości należą do niewielkiego dinozaura z grupy Neornitischia, co czyniłoby go najstarszym znanym dinozaurem z tej grupy zamieszkującym Azję. Badacze zaobserwowali w znalezionych kościach również kilka cech odróżniających znalezisko od wcześniej znanych. Wymieniają wśród nich przynajmniej 4 kręgi krzyżowe, silnie wygiętą w bok kość ramienną, wyrostek zasłonowy w połowie długości trzonu kości kulszowej, poszerzony krętarz mniejszy, porównywany kształtem do skrzydła, w wymiarze przednio-tylnym prawie dorównujący krętarzowi większemu oraz wydłużony wyrostek tylko-boczny na dystalnej część kości piszczelowej.
Powyższe cechy pozwoliły badaczom na opisanie nowego rodzaju zwierzęcia. Nazwali je Sanxiasaurus. Pierwszy człon nazwy wywodzi się z języka chińskiego, w którym rzeczone Sanxia oznacza Trzy Przełomy na rzece Jangcy. Odnosi się zatem do miejsca znalezienia skamieniałości. W rodzaju umieszczono gatunek Sanxiasaurus modaoxiensis. Epitet gatunkowy odnosi się do Modaoxi, dopływu Jangcy, w okolicy którego znaleziono okaz.
Kreatorzy rodzaju przeprowadzili analizę filogenetyczną. Na otrzymanym przez nich kladogramie Sanxiasaurus zajmuje pozycję bardziej zaawansowaną ewolucyjnie od lesotozaura, w kladzie, w którym tworzy nierozwikłaną tritomię z Agilisaurus i kladem bardziej rozwiniętych ewolucyjnie ptasiomiednicznych, obejmujących między innymi ornitopody i marginocefale.